# Karbid měďný
Karbid měďný je červená anorganická chemická látka, nerozpustná ve vodě, se vzorcem Cu2C2. Jedná se o karbid ušlechtilého kovu a je velice explozivní. Při zahřívání tato látka exploduje, výbuch má zelenou barvu.

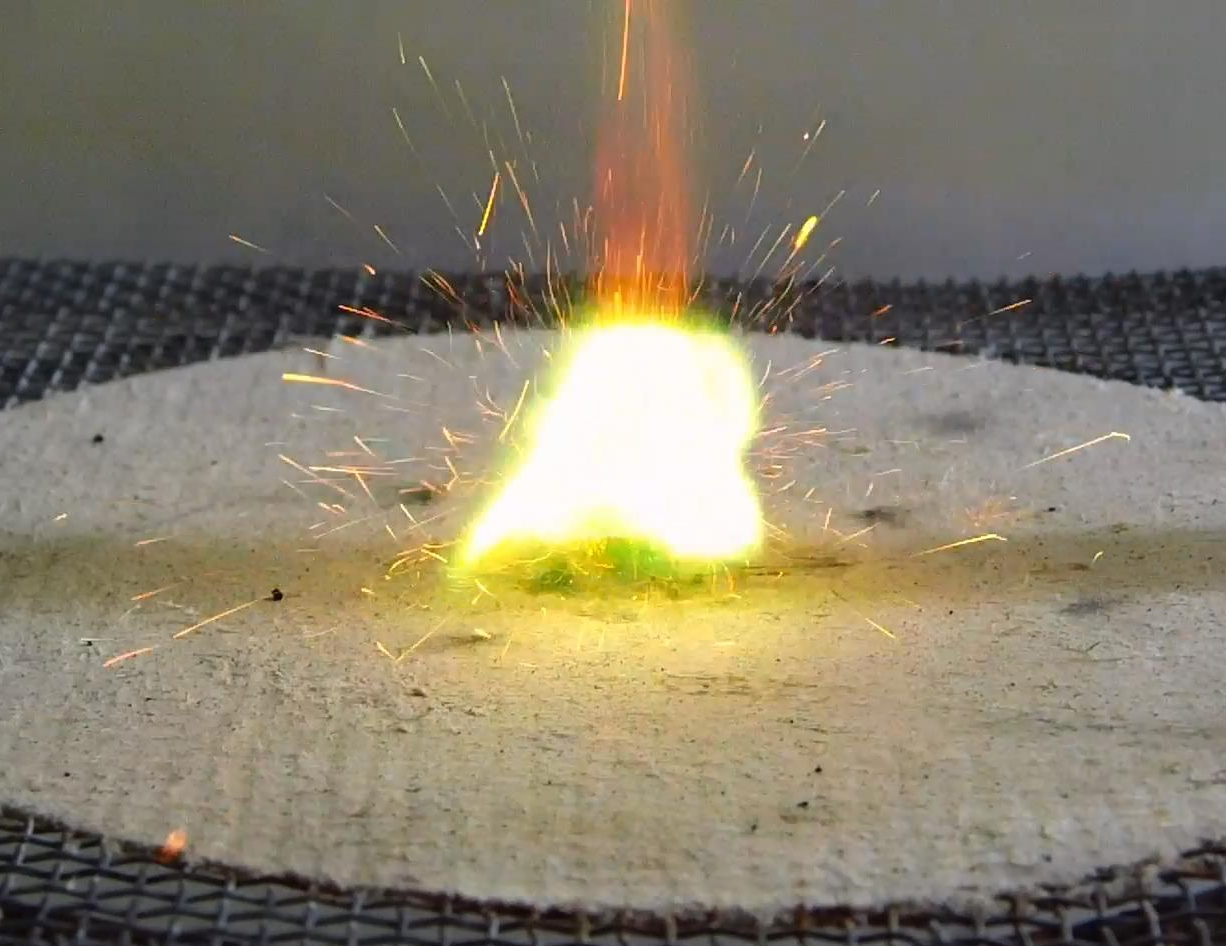
Deflegrace acetylidu měďného vlhčeného etanolem

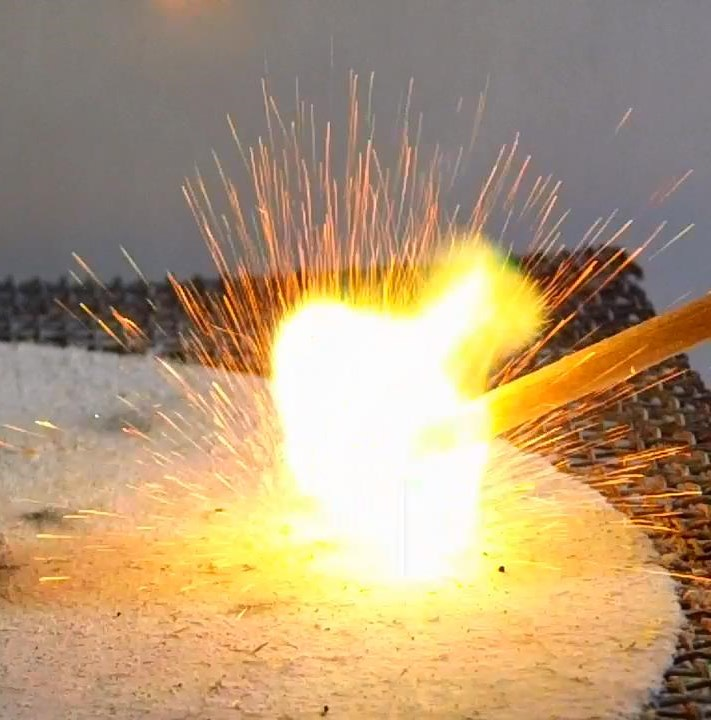
Exploze acetylidu měďného

## Výroba
Laboratorně se vyrábí reakcí chloridu měďnatého s acetylenem v prostředí roztoku amoniaku.

Amoniak funguje zároveň jako redukční činidlo pro redukci CuII+ na CuI+, jako vedlejší produkt vzniká hydrazin. Vzniklý karbid se usazuje jako červená sraženina.